# Marshall Faulk
Marshall William Faulk (Nueva Orleans, Luisiana, 26 de febrero de 1973), más conocido como Marshall Faulk, es un exjugador profesional estadounidense de fútbol americano que se desempeñó en la posición de running back en la National Football League (NFL). Es miembro del Salón de la Fama del Fútbol Americano Profesional.

## Carrera
Faulk jugó como profesional cinco temporadas en Indianapolis Colts (1994-1998), después pasó a St. Louis Rams, donde jugó siete temporadas (1999-2005), y fue el equipo en el que se retiró.

## Reconocimiento
El 6 de agosto de 2011, ingresó como miembro al Salón de la Fama del Fútbol Americano Profesional.